# Čekovce
Čekovce jsou obec na Slovensku v okrese Krupina. Žije zde 450 obyvatel.
První písemná zmínka o obci pochází z roku 1391. V obci se nachází jednolodní římskokatolický kostel Růžencové Panny Marie z roku 1925.